# Buick Velite 7
Buick Velite 7 – elektryczny samochód osobowy typu crossover klasy subkompaktowej produkowany pod amerykańską marką Buick w latach 2020–2023.

## Historia i opis modelu

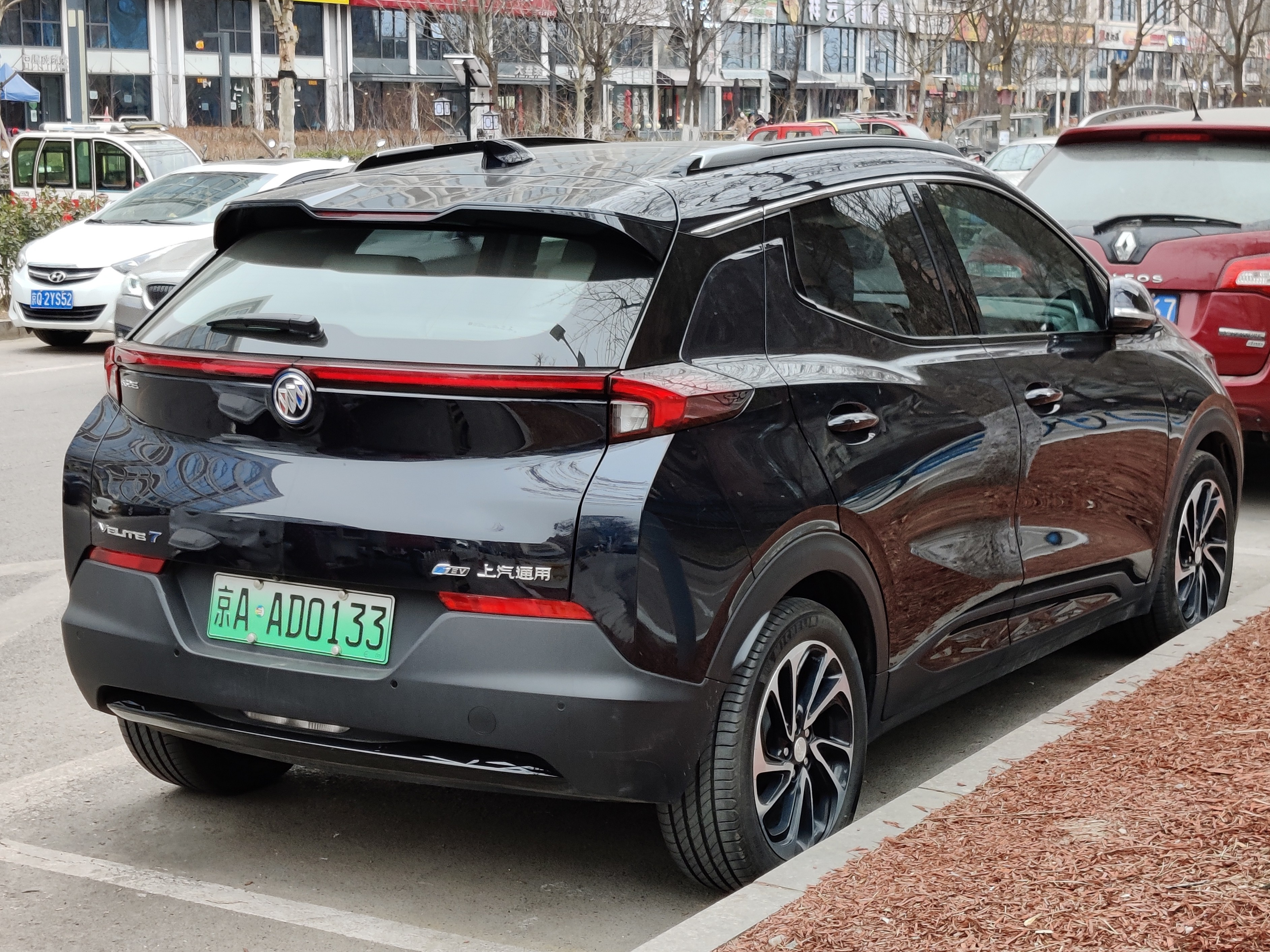
Buick Velite 7 - tył

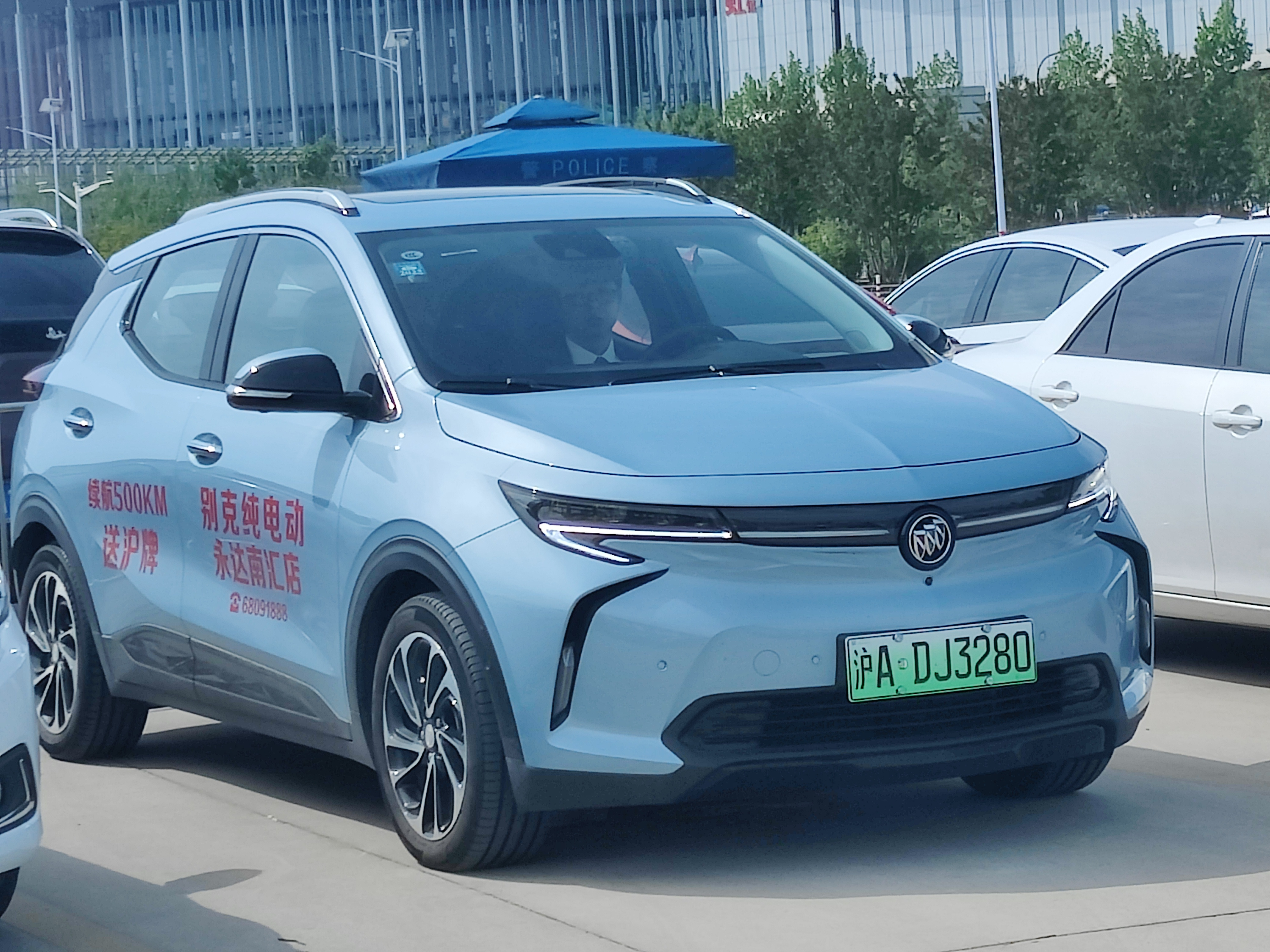
Buick Velite 7 w ruchu

Po trwających od roku zapowiedziach, w połowie czerwca 2020 roku chiński oddział Buicka przedstawił pierwsze oficjalne zdjęcia oraz informacje na temat swojego drugiego w historii samochodu elektrycznego zbudowanego od podstaw dla tego źródła napędu.
Samochód otrzymał nazwę Velite 7 i jest miejskim crossoverem. Samochód utrzymano w stylistyce kompatybilnej z wyglądem innych nowych modeli chińskiego oddziału Buicka, wyróżniając się owalnymi klamkami, wąskimi oraz strzelistymi reflektorami i wielokształtną sylwetką nadwozia.

### Sprzedaż
Pojazd został skonstruowany wyłącznie z myślą o lokalnym rynku chińskim, gdzie jest produkowany przez joint-venture SAIC-GM, trafiając do sprzedaży w drugiej połowie 2020 roku. Buick Velite 7 posłużył także jako baza dla zbudowanego z myślą o Stanach Zjednoczonych modelu Chevroleta, crossovera Bolt EUV, który przyjął postać bliźniaczego modelu z inną stylizacją przedniej i tylnej części nadwozia, a także kokpitu.

### Dane techniczne
Velite 7 jest napędzany układem elektrycznym o mocy 174 KM z baterią o pojemności 55,6 kWh, oferującym zasięg, który wstępnie może oferować 500 kilometrów dystansu na jednym ładowaniu według chińskiej procedury pomiarowej NEDC. Prędkość maksymalna pojazdu wynosi 145 km/h, z kolei maksymalny moment obrotowy został określony na 360 Nm. Zakres temperatur, w których układ napędowy może działać, wynosi od -25 do +55 stopni Celsjusza.